# Союз музеев России
Союз музеев России — ассоциация юридических лиц, объединяющая музеи России. Организована в 2001 году. В числе участников — более четырёхсот музеев из семидесяти пяти регионов страны. С момента учреждения ассоциации её президент — Михаил Пиотровский, директор Государственного Эрмитажа.

## Деятельность ассоциации
Союз музеев России представляет интересы музейного сообщества во взаимодействии с органами законодательной и исполнительной власти. Кроме того, ассоциация является постоянно действующей площадкой для обмена знаниями и обсуждения профессиональных проблем, актуальных для музеев России. Фестиваль «Интермузей» проводится при организационной поддержке Союза музеев. С 2016 года ассоциация вручает собственную премию «Автограф», отмечающую заслуги журналистов в области популяризации искусства и культуры.

## Общественная позиция
- В 2017 году Союз музеев выступил против передачи музея «Херсонес Таврический»[7] и Исаакиевского собора РПЦ[8].